# Bistum Northampton
Das Bistum Northampton (lat.: Dioecesis Northantoniensis) ist eine im Vereinigten Königreich gelegene römisch-katholische Diözese mit Sitz in Northampton.

## Geschichte
Das Bistum Northampton wurde 1840 durch Papst Gregor XVI. aus Gebietsabtretungen des Apostolischen Vikariates Midland District als Apostolisches Vikariat Eastern District errichtet. Am 29. September 1850 wurde das Apostolische Vikariat Eastern District durch Papst Pius IX. mit der Apostolischen Konstitution Universalis Ecclesiae – Wiederherstellung der katholischen Hierarchie in England – zum Bistum erhoben und in Bistum Northampton umbenannt. Es wurde dem Erzbistum Westminster als Suffraganbistum unterstellt. Das Bistum Northampton gab am 13. März 1976 Teile seines Territoriums zur Gründung des Bistums East Anglia ab.

## Ordinarien

### Apostolische Vikare von Eastern District
- William Wareing, 1840–1850

### Bischöfe von Northampton
- William Wareing, 1850–1858
- Francis Kerril Amherst, 1858–1879
- Arthur George Riddell, 1880–1907
- Frederick William Keating, 1908–1921, dann Erzbischof von Liverpool
- Dudley Charles Cary-Elwes, 1921–1932
- Laurence William Youens, 1933–1939
- Thomas Leo Parker, 1940–1967
- Charles Alexander Grant, 1967–1982
- Francis Gerard Thomas, 1982–1988
- Patrick Leo McCartie, 1990–2001
- Kevin McDonald, 2001–2003, dann Erzbischof von Southwark
- Peter John Haworth Doyle, 2005–2020
- David James Oakley, seit 2020